# مسابقات قهرمانی کشتی آسیا ۱۹۹۱
کشتی قهرمانی آسیا ۱۹۹۱ هفتمین دوره از رقابت‌های قهرمانی آسیا می‌باشد که رویداد آزاد مردان آن از ۱۷ تا ۱۹ آوریل ۱۹۹۱ در دهلی نو، هند و رویداد فرنگی مردان آن از ۱۶ تا ۱۸ مه ۱۹۹۱ در تهران، ایران برگزار گردید.

## جدول مدال‌ها
| رتبه           | کشور           | طلا | نقره | برنز | مجموع |
| -------------- | -------------- | --- | ---- | ---- | ----- |
| ۱              | ایران          | ۱۱  | ۳    | ۱    | ۱۵    |
| ۲              | کرهٔ جنوبی      | ۲   | ۴    | ۶    | ۱۲    |
| ۳              | کرهٔ شمالی      | ۲   | ۳    | ۲    | ۷     |
| ۴              | چین            | ۲   | ۲    | ۳    | ۷     |
| ۵              | مغولستان       | ۲   | ۲    | ۲    | ۶     |
| ۶              | سوریه          | ۱   | ۱    | ۰    | ۲     |
| ۷              | ژاپن           | ۰   | ۲    | ۵    | ۷     |
| ۸              | هند            | ۰   | ۲    | ۱    | ۳     |
| ۹              | پاکستان        | ۰   | ۱    | ۰    | ۱     |
| مجموع (۹ کشور) | مجموع (۹ کشور) | ۲۰  | ۲۰   | ۲۰   | ۶۰    |

## رده‌بندی تیمی
| رتبه | آزاد مردان | آزاد مردان | فرنگی مردان | فرنگی مردان |
| رتبه | تیم        | امتیازات   | تیم         | امتیازات    |
| ---- | ---------- | ---------- | ----------- | ----------- |
| ۱    | ایران      | ۹۱         | کرهٔ جنوبی   | ۴۷          |
| ۲    | مغولستان   | ۷۵         | ایران       | ۴۳          |
| ۳    | هند        | ۶۳         | ژاپن        | ۳۵          |
| ۴    | ژاپن       | ۵۴         | چین         | ۳۲          |
| ۵    | کرهٔ شمالی  | ۴۴         | سوریه       | ۲۲          |

## خلاصه مدال‌ها

### آزاد مردان
| رویداد | طلا                                | نقره                               | برنز                                |
| ۴۸ ک‌گ  | ناصر زینل‌نیا · ایران               | Ombir Singh · هند                  | ری هاک-سون · کرهٔ شمالی              |
| ۵۲ ک‌گ  | مجید ترکان · ایران                 | Sol Su-chol · کرهٔ شمالی            | Tserenbaataryn Enkhbayar · مغولستان |
| ۵۷ ک‌گ  | کیم یونگ-سیک (کشتی‌گیر) · کرهٔ شمالی | Arslangiin Tsedensodnom · مغولستان | Ryo Kanehama · ژاپن                 |
| ۶۲ ک‌گ  | تقی اکبرنژاد · ایران               | Kim Yeon-man · کرهٔ جنوبی           | Kim Song-u · کرهٔ شمالی              |
| ۶۸ ک‌گ  | علی اکبرنژاد · ایران               | Ri Won-il · کرهٔ شمالی              | Yang Zhigang · چین                  |
| ۷۴ ک‌گ  | Lodoin Enkhbayar · مغولستان        | امیررضا خادم · ایران               | Tomohiro Tsunozaki · ژاپن           |
| ۸۲ ک‌گ  | رسول خادم · ایران                  | Nergüin Tümennast · مغولستان       | Yoon Kyung-jae · کرهٔ جنوبی          |
| ۹۰ ک‌گ  | Rentsenkhüügiin Gansükh · مغولستان | Qu Zhongdong · چین                 | اردشیر بلنداقبال · ایران            |
| ۱۰۰ ک‌گ | محمدرضا توپچی · ایران              | عبدالمجید مارو والا · پاکستان      | Subhash Verma · هند                 |
| ۱۳۰ ک‌گ | علیرضا سلیمانی · ایران             | Jagdish Singh · هند                | Boldyn Javkhlantögs · مغولستان      |

### فرنگی مردان
| رویداد | طلا                     | نقره                     | برنز                      |
| ۴۸ ک‌گ  | مجیدرضا سیم‌خواه · ایران | Han Sang-jik · کرهٔ شمالی | Goun Duk-yong · کرهٔ جنوبی |
| ۵۲ ک‌گ  | Pak Bom-su · کرهٔ شمالی  | Shohei Nakamori · ژاپن   | Kim Young-koo · کرهٔ جنوبی |
| ۵۷ ک‌گ  | Nader Al-Sobai · سوریه  | Kim Jin-wan · کرهٔ جنوبی  | شنگ زتیان · چین           |
| ۶۲ ک‌گ  | حسن یوسفی افشار · ایران | Huh Byung-ho · کرهٔ جنوبی | Hu Guohong · چین          |
| ۶۸ ک‌گ  | عبدالله چمن‌گلی · ایران  | کیم سونگ-مون · کرهٔ جنوبی | Yasushi Miyake · ژاپن     |
| ۷۴ ک‌گ  | Han Chee-ho · کرهٔ جنوبی | احد جوان‌صالحی · ایران    | Kunishige Yuasa · ژاپن    |
| ۸۲ ک‌گ  | Zhang Zetian · چین      | Nasser Al-Tahan · سوریه  | Chung Hun-pyo · کرهٔ جنوبی |
| ۹۰ ک‌گ  | Eom Jin-han · کرهٔ جنوبی | جابر عباس‌زاده · ایران    | Toru Higashide · ژاپن     |
| ۱۰۰ ک‌گ | Liu Guoke · چین         | Takashi Nonomura · ژاپن  | چوی مو-بائه · کرهٔ جنوبی   |
| ۱۳۰ ک‌گ | علیرضا لرستانی · ایران  | Hu Riga · چین            | Lee Jae-young · کرهٔ جنوبی |